# 호프:읽히지 않은 책과 읽히지 않은 인생
호프:읽히지 않은 책과 읽히지 않은 인생은 2019년 한국에서 초연된 뮤지컬. 프란츠 카프카의 미발표 원고를 둘러싼 재판을 모티브로 만들어진 재판 극이다.
- 제작 : R & Dworks
- 연출 : 오 루피 나
- 각본 • 작사 : 강남
- 작곡 : 김효은
- 초연 : 아르코예술극장 대극장 (2019년 1월 9일 - 2019년 1월 20일), 두산아트센터 연강홀 (2019년 3월 28일 - 2019년 5월 26일)
- 재연 : 두산아트센터 연강홀 (2020년 11월 19일 - 2021년 2월 21일)

## 일본에서의 공연 기록
2021년 10 월 혼다 극장（本多劇場）